# Blexen (Schiff)
Die Blexen war ein 1903 gebauter deutscher Fischdampfer, der im September 1907 vor Island verschollen ist. Benannt wurde das Schiff nach dem Ort Blexen, der heute ein Stadtteil von Nordenham ist.

## Die letzte Reise
Die Blexen lief am 4. September 1907 aus Aberdeen/Schottland nach Island zu einer Fangreise aus. Die Schiffsführung bestand aus Kapitän Gustav Schier, geb. 17. Januar 1876 in Alt-Passarge, später Braunsberg (Ostpreußen), der seit Februar 1904 bei der Reederei beschäftigt war. Steuermann war Hinrich Dohrmann, geb. am 25. Februar 1864 in Venefehn. Die Namen der anderen Besatzungsmitglieder (zwei Maschinisten, vier Matrosen, ein Leichtmatrose, ein Heizer und ein Koch) sind nicht bekannt.
Das Schiff wurde am 15. September vom Fischdampfer Prangenhof derselben Reederei 15 bis 20 Seemeilen südöstlich von Ingólfshöfði gesichtet und angesprochen. Bekannt ist, dass die Blexen 350 „Korb“ Fisch gefangen hatte und beabsichtigte, am nächsten Tag die Heimreise anzutreten. Gegen 16.00 Uhr Ortszeit wurde sie von der Besatzung der Prangenhof zum letzten Mal gesehen.

## Die Seeamtsverhandlung in Bremerhaven vom 2. März 1908
Das Seeamt Bremerhaven hatte Anfang November 1908 in mehreren Zeitungen Suchanzeigen geschaltet, die jedoch keine neuen Erkenntnisse brachten. Die Blexen wurde daher vier Monate nach ihrer letzten Sichtung für verschollen erklärt.
Bei der Seeamtsverhandlung stellte sich heraus, dass die Blexen in Fischdampferkreisen der Unterweser als ein „außergewöhnlich rankes Schiff“ galt, „ziemlich das rankste unter den Fischdampfern der Unterweser“. Andererseits galt das Schiff als durchaus seetüchtig. Zwei Kapitäne, die den Dampfer jeweils zwei Jahre vor Kapitän Schier geführt hatten, hatten weder Unfälle gehabt noch sich bei der Reederei über die mangelnde Seefähigkeit des Schiffs beklagt.
Kapitän Kohnert der Prangenhof vermutete in der Verhandlung, dass die Blexen am Morgen des 16. September 1907 gut 120 bis 190 Seemeilen Südost zu Süd von Ingolfshöfde Huk kenterte. Als Ursache vermutete er, dass die Blexen aufgrund des Kohlenverbrauchs und einer geringen Fischladung eine sehr ungünstige Stabilität aufwies. Zu diesem Zeitpunkt herrschte ein Westnordwest-Sturm von Windstärke 9 bis 10.